# Кириянка
Кириянка (рум. Chirianca) — село в Страшенском районе Молдавии. Относится к сёлам, не образующим коммуну.

## География
Село расположено на высоте 105 метров над уровнем моря.

## Население
По данным переписи населения 2004 года, в селе Кириянка проживает 1203 человека (572 мужчины, 631 женщина).
Этнический состав села:
| Национальность | Число жителей | Процентный состав |
| -------------- | ------------- | ----------------- |
| молдаване      | 1189          | 98.84             |
| русские        | 6             | 0.5               |
| украинцы       | 3             | 0.25              |
| румыны         | 3             | 0.25              |
| болгары        | 2             | 0.17              |
| Всего          | 1203          | 100%              |